# Рудски манастир
Рудският манастир (на румънски: Mănăstirea Rudi) е православен женски троицки манастир в северната част на Молдова, Сорокски район. Манастирът е под управлението на Молдовската православна църква, част от Руската православна църква. Намира се на 45 km северно от град Сороки и на 15 km от град Отачи.

## Местоположение
Построен е на десния бряг на река Днестър, много близо до границата с Украйна. Разположен е в дълго дефиле, покрито с гъста вековна растителност. Местните жители твърдят, че там все още има елени, диви сърни и белки. Манастирът е изграден на една от терасите на резервата Руд-Арионещи, носеща името „Еолова арфа“.

## Архитектура
Въпреки че е създаден през 18 век, манастирът е построен без абсолютно никакви излишества по фасадите или интериора — в стил, характерен за църковната молдовска архитектура от 15 век.
На територията му са разположени две църкви – „Света Троица“ и „Свети Димитрий“. Почти едновременно с основаването на обителта в нея е издигната лятната църква „Света Троица“. Това е един от най-интересните паметници на старата молдовска архитектура. Представлява каменен еднокорабен, едноапсиден, куполен храм, който в план има формата на трилистник и е изграден на 9 метра надморска височина. Дължината на сградата е 17,7 m, ширината – 12,3 m, а камбанарията, заедно с кръста има височина 20 m. Дебелината на стените е приблизително 1 метър.
На територията на манастирския комплекс се намират и няколко гроба. Надгробният паметник на един от тях гласи „Михай Богуш, починал през 1846 година“. Близо до гроба му са погребани и двете му дъщери. В лявата част на комплекса има запазен още един гроб с надпис „Тук са погребани основателите на манастира Теодор и Андронак Руд“.

## История
Надписите, оцелели в Троицката църква, съобщават, че строежът на манастира започва през 1777 година, на земите на братята Андронак и Теодор Руд и с финансовата подкрепа на подолския търговец Дончул. Завършен е окончателно през 1828 година, по време на владичеството на Александру Гика Вод и започва да функционира като мъжки манастир.
През същата година монасите от манастира са преместени в друга обител – Келерешеука, а на тяхно място са настанени монахини от Серетура Хотин. Заедно със сградите те получават, според документите от онова време, „много обработваема земя, обширни пасища, градина над гористи хълмове, лозя, простираща се от манастира до Днестър и земите от горския фонд.“
През 1835 година манастирът е завзет насилствено от Михай Богуш, който се настанява в него заедно със семейството си. Монахините напускат територията му и през 1846 година обителта е официално закрита. Църквата е предадена във владение на енорията на село Руди. Според легендите, местните жители проклели новия господар и скоро след това последователно умират двете му дъщери, а през 1856 умира и той. Цялото семейство е погребано в манастира, а надгробните камъни са запазени и до днес. След смъртта им манастирът става собственост на най-близкия наследник – Михай Розея, който трансформира святото място в жилище за служители. Монашеският комплекс е изоставен и частично разрушен.
Дейността на манастира е възобновена чак на 24 октомври 1921 година, по настояване на Хотинския епископ Висарион (Пую). Първите реставрационни работи по църквата „Света Троица“ започват през 1925 година, а в периода 1930-1935 към манастира е построено и богословско училище.
В началото на Втората световна война манастирът е под ръководството на игумена Йоахим Барбус. По това време на територията му живеят 30 монаха. През 1948 година, по заповед на съветските власти, кишиневският архиепископ Бенедикт нарежда затварянето на манастира. Според местни свидетели, манастирският имот е конфискуван, а монасите са разпръснати по други манастири.
До 90-те години на 20 век в сградите се помещава детски дом за сираци, а по-късно – санаториум за деца. Църквата „Света Троица“ е превърната в склад. През 1990 санаториумът е преместен, а две години по-късно манастирът е напълно изоставен. По това време в обителта се настаняват свещеникът Мелхиседек и двама румънски монаси. След проведена реконструкция през 1992 година, той е върнат на църквата и започва да работи като мъжки манастир. На следващата година следва реставрацията и на църквата „Света Троица“. През 1999 година в манастира отново са настанени монахини. Оттогава действа като женски манастир.

## Забележителности в околността
- На около километър от манастира се намират две кръгли земни укрепления от 9-12 век, наречени „Турска чиния“ и „Германарий“. Първото представлява ров със земно възвишение в средата, с диаметър около 70 метра. Според археолозите, между 5 и 9 век тук е съществувало славянско селище.[1][3]
- Освен тях, в близост до манастира се намира масивно отбранително укрепление от римско време, местоположението на чиито руини е отбелязано с три дървени кръста.[1]
- Близо до манастира има и една 70-метрова пещера, която някога е била обитаема.[1]

## Легенди
- Според една от легендите, идеята да се издигне манастир на това място се появява, след като молдовският войвода Гика Вод се измива в течащ тук извор с чудотворна вода и по този начин се избавя от тежък недъг.[2][6]
- Според друга легенда Гика Вод заболял тежко и нито един лекар не можел да му помогне. Тогава стар селянин го завел в гората там, където сега се издига манастирът, и в продължение на месеци го лекувал с грозде и вино. След като оздравял и се върнал в двореца, в знак на признателност войводата заповядал на мястото да се издигне манастир.[2]

## Любопитно
През 2000 година е пусната в обращение паметна сребърна монета с номинал 50 молдовски леи, посветена на Рудския манастир. Монетата е отсечена в тираж 1000 броя, диаметърът е 30 mm, тежи 16,5 грама, а пробата и е 925. На обратната страна в центъра ѝ е изработено релефно изображение на манастира с фрагменти от околния пейзаж. В горната част, по окръжността, с главни букви е гравиран надписът "MĂNĂSTIREA RUDI”.